# Consulat général de France à Calcutta
Le consulat général de France à Calcutta est une représentation consulaire de la République française en Inde. Il est situé sur Raja Santosh Road à Calcutta, dans le Bengale-Occidental.